# Megaceron antennicrassum
Megaceron antennicrassum là một loài bọ cánh cứng trong họ Cerambycidae.